# Primera División 1971-1972 (hockey su pista)
La Primera Division 1971-1972 è stata la 3ª edizione del torneo di secondo livello del campionato spagnolo di hockey su pista. La competizione è iniziata il 24 ottobre 1971 e si è conclusa il 16 aprile 1972.
Il torneo è stato vinto dall'Igualada davanti al Terrassa; le due squadre furono promosse in División de Honor per la stagione successiva.

## Squadre partecipanti
| Club       | Città                | Impianto | Stagione precedente                  |
| ---------- | -------------------- | -------- | ------------------------------------ |
| Barcino    | Barcellona           |          | In Segunda División, promosso        |
| Caldes     | Caldes de Montbui    |          | 8º in Primera División               |
| Cibeles    | Oviedo               |          | 5º in Primera División               |
| CP Claret  | Siviglia             |          | 10º in Primera División              |
| Coma Cros  | Salt                 |          | 3º in Primera División               |
| Horta      | Barcellona           |          | 7º in Primera División               |
| Igualada   | Igualada             |          | 14º in División de Honor, retrocesso |
| Pilaristas | Madrid               |          | In Segunda División, promosso        |
| Salamanca  | Salamanca            |          | 12º in Primera División, ripescato   |
| Terrassa   | Terrassa             |          | 6º in Primera División               |
| Vic        | Vic                  |          | 13º in División de Honor, retrocesso |
| Vilanova   | Vilanova i la Geltrú |          | 4º in Primera División               |

## Classifica finale
|  | Pos. | Squadra    | Pt | G  | V  | N | P  | GF  | GS  | DR   |
|  | ---- | ---------- | -- | -- | -- | - | -- | --- | --- | ---- |
|  | 1.   | Igualada   | 34 | 22 | 14 | 6 | 2  | 97  | 59  | +38  |
|  | 2.   | Terrassa   | 30 | 22 | 14 | 2 | 6  | 67  | 35  | +35  |
|  | 3.   | Vic        | 30 | 22 | 13 | 4 | 5  | 81  | 47  | +34  |
|  | 4.   | Caldes     | 27 | 22 | 12 | 3 | 7  | 88  | 65  | +23  |
|  | 5.   | Vilanova   | 24 | 22 | 11 | 2 | 9  | 104 | 69  | +35  |
|  | 6.   | Cibeles    | 23 | 22 | 11 | 1 | 10 | 97  | 87  | +10  |
|  | 7.   | Coma Cros  | 22 | 22 | 10 | 2 | 10 | 86  | 78  | +8   |
|  | 8.   | Barcino    | 21 | 22 | 9  | 3 | 10 | 81  | 73  | +8   |
|  | 9.   | Pilaristas | 19 | 22 | 8  | 3 | 11 | 71  | 83  | -12  |
|  | 10.  | CP Claret  | 14 | 22 | 6  | 2 | 14 | 60  | 100 | -40  |
|  | 11.  | Horta      | 14 | 22 | 4  | 6 | 12 | 75  | 86  | -11  |
|  | 12.  | Salamanca  | 6  | 22 | 2  | 2 | 18 | 49  | 177 | -128 |

Legenda:
      Promosso in División de Honor 1971-1972.
  Partecipa ai play-out.
      Retrocesse in Segunda Division 1971-1972.
Note:
Due punti a vittoria, uno a pareggio, zero a sconfitta.

## Verdetti
|  | Verdetto                       | Club              |
|  | ------------------------------ | ----------------- |
|  | Promosse in División de Honor  | Igualada Terrassa |
|  | Retrocesse in Segunda Division | Horta Salamanca   |